# Litoblatta brasiliensis
Litoblatta brasiliensis är en kackerlacksart som först beskrevs av Brunner von Wattenwyl 1865.  Litoblatta brasiliensis ingår i släktet Litoblatta och familjen småkackerlackor. Inga underarter finns listade i Catalogue of Life.